# 玉虹塔
25°54′11″N 114°55′56″E / 25.90306°N 114.93222°E
玉虹塔位于中国江西省赣州市章贡区水西镇联三村，赣州大桥西端南侧，俗称白塔。

## 建筑
玉虹塔屹立于赣江之滨，当章贡二水汇合为赣江的下游五里处，建于明万历年间。1992年5月，玉虹塔地宫被盗未遂，随后的抢救性发掘出土了一个船型铁元宝，长66厘米、宽36厘米、高15厘米，重76.5公斤，铸有阳文楷书“双流砥柱”四个大字，是目前中国发现的最大的铁元宝，已被评为国家一级文物。